# Hạ Hòa (thị trấn)
Hạ Hòa là thị trấn huyện lỵ của huyện Hạ Hòa, tỉnh Phú Thọ, Việt Nam.
Thị trấn Hạ Hòa có diện tích 10,03 km², dân số năm 1999 là 7.349 người, mật độ dân số đạt 733 người/km².
Theo thống kê năm 2019, thị trấn Hạ Hòa có diện tích 10,03 km², dân số là 8.295 người, mật độ dân số đạt 827 người/km².